# JR Higashi Nihon
JR Higashi Nihon, egentligen Higashinihon Ryokaku Tetsudō Kabushiki-gaisha (東日本旅客鉄道株式会社?) och på engelska  East Japan Railway Company eller JR East, är ett järnvägsbolag i Japan med huvudkontor i Tokyo och är en del av samarbetet i Japan Railways. Bolaget har 49 780 anställda (30 juni 2021).

## Järnvägsnät

Karta som visar de ungefärliga verksamhetsområdena för varje bolag i JR Group. JR Higashi Nihon med mörkgrönt.

Vid uppdelningen av JNR fick de nybildade persontrafikbolagen (varav JR Higashi Nihon är ett) överta infrastrukturen i var sitt geografiskt avgränsat område. JR Higashi Nihons område täcker centrala och södra Tōhoku, Kantō och Koshinetsu. Fem Shinkansen ingår i nätet, Tohoku Shinkansen, Joetsu Shinkansen, Yamagata Shinkansen, Akita Shinkansen och en del av Hokuriku Shinkansen. Bolaget spelar också en stor roll i regionaltrafiken i Tokyoområdet, med bland annat Yamanotelinjen, Negishilinjen och Keihin-Tōhokulinjen. Totalt har nätet 740 mil järnvägslinjer för passagerartrafik och 1 676 stationer (2021).